# Зиверс, Вильгельм
Фридрих Вильгельм Зиверс, или Сиверс (нем. Friedrich Wilhelm Sievers; 3 декабря 1860, Гамбург — 11 июня 1921, Гиссен) — немецкий географ-страновед, путешественник, профессор географии в Гиссенском университете.
В 1891 профессор университета в Вюрцбурге, с 1903 — университета Ю. Либиха в Гиссене.
Совершил в 1884—1886 гг. путешествие в Венесуэлу и Колумбию, изучал Северо-Западные и Карибские Анды. В 1891—1893 гг. вновь путешествовал по Венесуэле. В 1909 г. посетил Перу и Эквадор. О каждом из трёх путешествий Зиверс опубликовал по книге.
С 1891 под общей редакцией Зиверса начала выходить 6-томная серия «Всемирная география» («нем. Allgemeine Länderkunde»), изданная библиографическим институтом в Лейпциге (русский перевод 1902-08). Для 2-го издания этой серии Зиверс написал «Азию» (1904, рус. пер. 1908), «Южную и Центральную Америку» (1903, рус. пер. 1908).

## Сочинения
- «Путешествие в Сьерра-Неваду и на Санта-Марту» (нем. «Reise in der Sierra Nevada de Santa Marta», 1888);
- «Венесуэла» (нем. «Venezuela», 1888).
- «Африка» (нем. «Afrika», 1891);
- «Азия» (нем. «Asien», 1892, 1904).